# Itamar Assiere
Itamar Assiere Valente Júnior (Rio de Janeiro, 28 de julho de 1970) é um pianista, arranjador e compositor brasileiro.

## Primeiros anos
Itamar Assiere começou seus estudos de piano aos 6 anos de idade com Maria da Penha Bacelar. Em 1983, ingressou na Escola de Música da UFRJ, onde cursou piano clássico, teoria e história da música por 4 anos. Estudou, ainda, improvisação com Luiz Eça e música incidental com Geraldo Vespar. Entre 1988 e 1992, estudou harmonia e arranjo com Ian Guest.

## Carreira como instrumentista
Em 1984, Itamar participou de uma banda de rock, com a qual se apresentava em bailes e restaurantes. Por volta de 1989, integrou a banda Banzai, de Luizão Maia. Em 1992, associado a outros músicos, Itamar Assiere fundou o Batacotô, com o qual gravou dois CDs de world music: "Batacotô" (1993) e "Samba dos ancestrais" (1994). Em 1996, participou do concerto de Arturo Sandoval e Orquestra Sinfônica, no Theatro Municipal do Rio de Janeiro, bem como da peça teatral "Começaria tudo outra vez", em homenagem a Gonzaguinha.
Itamar produziu diversos jingles e trilhas instrumentais para campanhas publicitárias do Estúdio V, de Artur Verocai.
Em 2018, Itamar Assiere gravou o disco "Aos violões", em que explora a interação do piano com os violões com os quais trabalhou ao longo de 30 anos de carreira. No disco, é acompanhado pelo baterista Kiko Freitas e pelos baixistas Guto Wirtti e Ney Conceição, com participações especiais dos acordeonistas Cristovão Bastos e Vitor Gonçalves. No ano seguinte, em parceira com Alexandre Caldi, Itamar Assiere lança o álbum "Afro+Sambas", com arranjos originais para os afro-sambas de Baden Powell e Vinicius de Moraes.

### Gravações em estúdio
A partir do início da década de 1990, Itamar Assiere participou da gravação dos álbuns de Agnaldo Timóteo, Dione Warwick, Fátima Guedes, Ivan Lins e Martinho da Vila.

### Participações em shows
Na década de 1990, Itamar fez parte da turnê nacional de Beth Carvalho, Emílio Santiago, Gonzaguinha, José Augusto, Leny Andrade, Márcio Montarroyos, Marco Pereira, Nana Caymmi, Nélson Gonçalves, Nico Assumpção, Rosa Passos e Zé Renato. Em 1991, apresentou-se no Free Jazz Festival do Rio de Janeiro com Luizão Maia. Participou, ainda, dos shows internacionais de Emílio Santiago (Suíça), Leila Pinheiro (Japão), Maria Bethânia (Chile e Uruguai), Martinho da Vila (Portugal) e Rosa Passos (Japão).

## Arranjo e direção musical
Já no início da década de 1990, Itamar Assiere assinou o arranjo musical do disco do cantor Rui Vital. Em 1992, trabalhou como instrumentista, compositor e arranjador do especial de fim de ano da Xuxa, na Rede Globo. Nessa década, atuou como arranjador nas faixas interpretadas por Johnny Alf nos songbooks de Chico Buarque, Djavan e Marcos Valle, escrevendo ainda as partituras para piano deste último.
Itamar foi responsável pela direção musical dos projetos "Dois pra lá, dois pra cá" (2010), em homenagem aos 40 anos da dupla João Bosco e Aldir Blanc; "A censura musical" (2011); "A bossa do samba", com semanas de espetáculos com as duplas João Donato e Maíra Freitas, Roberto Menescal e Teresa Cristina, e Carlos Lyra e Nilze Carvalho, bem como a apresentação de Marcos Valle com o grupo Casuarina; e "Bom de se ouvir, bom de se Aldir" (2014). Em 2021, fez o arranjo musical de diversas faixas do Skank na Turnê Online da Orquestra Petrobras Sinfônica. Já em 2023, Itamar foi um dos responsáveis pelos arranjos da obra do Dire Straits para a mesma orquestra.
Em 2022, Itamar Assiere foi o diretor musical do espetáculo teatral "Morte e Vida Severina".

## Reconhecimento
Em 1998 e em 2001, Itamar Assiere foi indicado ao Prêmio Visa de Música Instrumental. Ainda em 2021, Itamar foi classificado para o Prêmio Icatu Instrumental.
Pela direção musical de "Morte e Vida Severina", Itamar Assiere foi indicado ao Prêmio APTR e recebeu o Prêmio Shell.

## Discografia
- "Batacotô" (Batacotô, Velas, 1993)
- "Samba dos ancestrais" (Batacotô, Velas 1994)
- "Aos violões" (2018)
- "Afro+Sambas" (com Alexandre Caldi, Biscoito Fino, 2019)